# 勞動部勞動力發展署
勞動部勞動力發展署（簡稱勞發署）是中華民國勞動部所屬機關，負責中華民國就業服務、全國技術士技能檢定與技術士證照業務、身心障礙者及特定對象就業訓練、外籍勞工聘僱許可與管理等事項。

## 沿革
1964年中國國民黨第九屆中央委員會第二次全體會議（九屆二中全會）通過、1965年行政院頒布《民生主義現階段社會政策》，明定積極創造就業機會，調整人才需求，擴充就業輔導機構，舉辦職業訓練並建立工廠學徒制度。
1968年4月4日，中華民國與聯合國開發計劃署（UNDP，當時譯為「聯合國發展方案」）簽訂《工業職業訓練服務計畫執行書》，中華民國獲得UNDP及國際勞工組織（ILO）協助成立「財團法人工業職業訓練協會」，當時台塑集團捐贈土地興建「示範實驗訓練中心」。
1971年，中華民國退出聯合國導致經援中止，工業職業訓練協會部分計畫終止。
1972年2月8日，總統令公布《職業訓練金條例》，全文17條，為中華民國法律體系第一個職業訓練法律。《職業訓練金條例》第2條第1項規定職業訓練金：「凡經登記設立之公私營製造業、礦業、建築業、水電煤氣業、交通運輸業及其他生產事業，僱用員工四十人以上，而各該業別有舉辦職業訓練之需要者，應依照本條例之規定，提繳職業訓練金。」
1973年3月3日，依據《職業訓練金條例》第8條，成立「全國職業訓練金監理委員會」統籌管理職業訓練金的運用，並受內政部指導監督。後因國際發生第一次石油危機使得職業訓練金制度失敗：職業訓練金於1973年8月起收繳，1974年12月奉行政院令暫停收繳，迄今未恢復。
1973年10月18日，內政部許可全國職業訓練金監理委員會登記為財團法人，許可證號「台內勞字第548574號」。
1976年11月25日，行政院成立「行政院專技及職業訓練小組」，召集人由政務委員李登輝兼任。
1981年1月21日，總統令公布《內政部職業訓練局組織條例》。
1981年3月2日，內政部成立「內政部職業訓練局」。依據《內政部職業訓練局組織條例》第12條，內政部職業訓練局對外公文「以內政部名義行之」，但「照部定辦法督導進行事項」與「曾經報部核准事項」得以自己名義行文。
1983年12月5日，總統令公布《職業訓練法》，《職業訓練金條例》同時廢止，全國職業訓練金監理委員會裁撤。
1987年8月1日，「行政院勞工委員會」成立，內政部職業訓練局改為「行政院勞工委員會職業訓練局」。
2002年2月1日，職業訓練局身心障礙者技能檢定業務移交勞委會中部辦公室。
2005年，職業訓練局開始每年舉辦國家人力創新獎。
2013年1月1日，職業訓練局承接原行政院青年輔導委員會（今教育部青年發展署）青年就業業務。
2013年12月16日，職業訓練局從與勞委會合用的臺北市大同區延平北路二段帝國花園廣場大廈搬遷至行政院新莊聯合辦公大樓。
2014年2月17日，勞委會改組升格成勞動部，職業訓練局整併原勞委會中部辦公室（今技能檢定中心）、勞工教育學苑（今中彰投分署勞動學苑）而改制為「勞動部勞動力發展署」。

## 組織

### 署本部
- 署長一人，職務列簡任第十三職等
  - 副署長二人，職務列簡任第十二職等
    - 主任秘書，職務列簡任第十一職等

幕僚單位
- 秘書室
- 人事室
- 主計室
- 法務室
- 資訊室
- 政風室

業務單位
- 綜合規劃組
- 訓練發展組：主管職業訓練中心所屬部門
- 就業服務組：主管就業服務中心所屬部門
- 身心障礙者及特定對象就業組
- 職能標準及技能檢定組
- 跨國勞動力管理組

派出單位
- 跨國勞動力事務中心
- 勞動力發展創新中心

### 所屬機關
北基宜花金馬分署

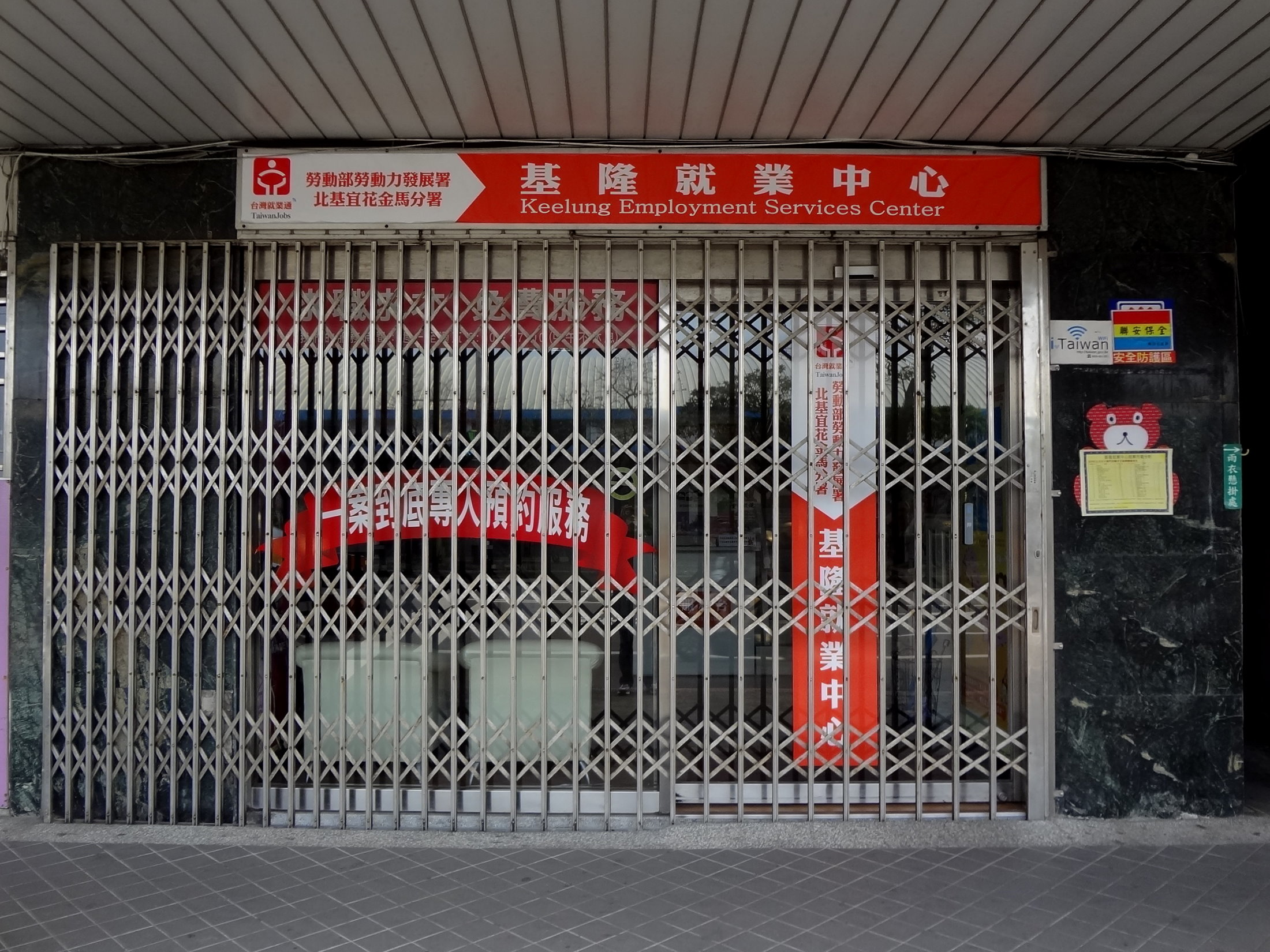
基隆就業中心

位於臺灣新北市新莊區行政院新莊聯合辦公大樓南棟3樓。整合原北區職業訓練中心、泰山職業訓練中心、北基宜花金馬區就業服務中心。
設有5訓練場
- 新北五股職業訓練場
- 新北泰山職業訓練場
- 基隆職業訓練場
- 宜蘭職業訓練場
- 花蓮職業訓練場

9就業中心
- 新北板橋就業中心（委辦新北市政府）
- 新北新店就業中心（委辦新北市政府，現新北市政府就業服務處中和就業服務站）
- 新北三重就業中心（委辦新北市政府）
- 基隆就業中心
- 宜蘭羅東就業中心
- 花蓮就業中心
- 花蓮玉里就業中心
- 金門就業中心
- 連江就業中心

桃竹苗分署
位於臺灣桃園市楊梅區。整合原桃園職業訓練中心、青年職業訓練中心、桃竹苗區就業服務中心。
設有5訓練場
- 北桃園訓練場
- 桃園訓練場
- 幼獅訓練場
- 新竹訓練場
- 苗栗訓練場

5就業中心
- 桃園就業中心（委辦桃園市政府）
- 桃園中壢就業中心（委辦桃園市政府）
- 新竹就業中心
- 新竹竹北就業中心
- 苗栗就業中心

中彰投分署
位於臺灣臺中市西屯區臺中工業區。整合原中區職業訓練中心、中彰投區就業服務中心
設有1職業訓練場
- 臺中職業訓練場（原中區職業訓練中心）。

6就業中心
- 臺中就業中心（委辦臺中市政府）
- 彰化就業中心
- 南投就業中心
- 員林就業中心
- 豐原就業中心（委辦臺中市政府）
- 沙鹿就業中心（委辦臺中市政府）

勞動學苑
雲嘉南分署
位於臺灣臺南市官田區官田工業區。整合原臺南職業訓練中心、雲嘉南區就業服務中心。
設有2職業訓練場
- 臺南職業訓練場
- 雲林職業訓練場

7就業中心
- 臺南就業中心
- 永康就業中心
- 新營就業中心
- 嘉義就業中心
- 朴子就業中心
- 北港就業中心
- 斗六就業中心

高屏澎東分署
位於臺灣高雄市亞洲新灣區（高雄多功能經貿園區）。整合原南區職業訓練中心、高屏澎東區就業服務中心
設有1職業訓練場
- 南區職業訓練場

6就業中心
- 鳳山就業中心（南區銀髮人才資源中心）（委辦高雄市政府）
- 岡山就業中心（人才資源發展中心）（委辦高雄市政府）
- 屏東就業中心
- 潮州就業中心
- 臺東就業中心
- 澎湖就業中心
- 青年職涯發展中心

技能檢定中心

## 外部連結
- 勞動部勞動力發展署 （页面存档备份，存于）（繁體中文）（英文）
- 勞動部勞動力發展署的Facebook專頁
- YouTube上的勞動部勞動力發展署頻道
- 台灣就業通（繁體中文）
- 台灣就業通 TaiwanJobs WDA的Facebook專頁
- YouTube上的勞動力發展署台灣就業通頻道